# 貧乏姫ですが、何か?
『貧乏姫ですが、何か?』（びんぼうひめですが、なにか）は、鬼塚たくとによる日本の漫画作品。ウェブコミック誌『FlexComixブラッド』（フレックスコミックス）にて2010年1月12日より2012年2月22日まで連載された。単行本は全4巻。

## 舞台
私立翠ヶ藤女子学園（しりつみどりがふじじょしがくえん）
翠ヶ藤の中央にある上流階級の令嬢たちが通う学園。

## 登場人物
紅乃樹 姫理恵（くれのぎ きりえ）
紅乃樹財閥次期総帥。私立翠ヶ藤女子学園1年。金の力ですべて思いの通りに生きてきたが、財閥が破綻して貧乏姫になってしまった。
斉藤 美咲（さいとう みさき）
私立翠ヶ藤女子学園1年。姫理恵の下僕1号。姫理恵のことを姫（ひめ）と呼んでいる。姫理恵が貧乏になってからも付き従っている。
後藤 まゆら（ごとう まゆら）
私立翠ヶ藤女子学園1年。姫理恵の下僕2号。姫理恵が貧乏になってからも付き従っている。
蒼条 美佳子（そうじょう みかこ）
蒼条グループの娘。私立翠ヶ藤女子学園1年。
能登黒 愛菜（のとぐろ あいな）
美佳子の取り巻きA。
胡桃沢 明日美（くるみざわ あすみ）
美佳子の取り巻きB。

## 単行本
1. 2010年07月08日 ISBN 978-4-7973-6076-9
2. 2011年01月07日 ISBN 978-4-7973-6324-1
3. 2011年07月08日 ISBN 978-4-7973-6588-7
4. 2012年05月12日 ISBN 978-4-593-85693-0